# Ослинг
Ослинг или Вуслинк (њем. Oßling, глсрп. Wóslink) општина је у њемачкој савезној држави Саксонија. Једно је од 63 општинска средишта округа Бауцен. Према процјени из 2010. у општини је живјело 2.493 становника. Посједује регионалну шифру (AGS) 14625420.

## Географски и демографски подаци
Ослинг се налази у савезној држави Саксонија у округу Бауцен. Општина се налази на надморској висини од 126 метара. Површина општине износи 43,6 km². У самом мјесту је, према процјени из 2010. године, живјело 2.493 становника. Просјечна густина становништва износи 57 становника/km².